# Односи Србије и Мексика
Односи Србије и Мексика су инострани односи Републике Србије и Сједињених Мексичких Држава.

## Историја односа
Мексико је првобитно успоставио дипломатске односе са Југославијом 24. маја 1946. године а са Србијом је потписан уговор 28. маја исте године.
Током 1991. године Југославија је ушла у период међунационалних сукоба који су довели до њеног распада. Током сукоба унутар Југославије, Савет безбедности Организације уједињених нација донео је резолуцију 757 са којом је позвао све државе да повуку своја дипломатска представништва из Београда. као резултат тога Мексико је своју амбасаду у Београду преименовао у Канцеларију за Урављање односима (Chargé d'affaires) и забранио свим југословенским званичницима улаз у Мексико. Такође исто тако је био онемогућено и долазак мексичких званичника у Југославију.
Овим одлукама Мексико, заједно са још неколицином држава, је избегао да затвори своје дипломатско представништво у Београду. Током 1995. године Мексико је вратио свом дипломатском представништву статус амбасаде и успоставио дипломатске односе са СР Југославијом касније названом Државна заједница Србије и Црне Горе, као земљом наследницом. Такође Мексико је преко ове амбасаде успоставио односе са осталим бившим републикама и сада новоствореним државама.
Током 2006. године Државна заједница Србије и Црне Горе се распала на две посебне државе и Мексико је признао независност Црне Горе и успоставио односе и са новонасталом државом, док је са Србијом наставио да одржава дипломатске односе.

### Званичне посете
Председничке посете Мексика
- Председник Адолфо Лопез Матеос (1963)
- Председник Луис Ечеверија (1974)
- Председник Мигел де ла Мадрид (1985)

Председничке посете Југославије
- Председник Јосип Броз Тито (1965 & 1976)
- Председник Сергеј Крајгер (1981)
- Председник Лазар Мојсов (1987)

Марта 1963. године, Мексико је своје највише одликовање Орден астечког орла доделио тадашњем југословенском председнику Јосипу Брозу.
Иако није било званичних председничких посета Мексика и Србије, највиши облик сарадње је озваничио министар спољних послова Вук Јеремић приликом своје посете Мексику 12. јула 2011. године.

## Споразуми
Споразуми између Мексика и Југославије су пренесени и настављени као важећи споразуми и са Србијом. У марту 1950. године сје првобитно био успостављен и потписан споразум о трговинским односима. У марту 1960. године је био потписан споразум о културној размени, а у јулу 1963. године такође је био потписан додатни трговински протокол. Касније, у фебруару 1974. године, је био потписан споразум о научно техничкој сарадњи. У јулу 2010. године Србија и Мексико су потписали сарадњу по питањима пољопривреде.

## Билатерални односи
Дипломатски односи су успостављени 28. маја 1946. године.
Године 1985, председник Мексика Мигел де ла Мадрид је постао почасни грађанин Београда.
Мексико је гласао против пријема Косова у УНЕСКО 2015.

### Трговински односи
- Током 2020. године трговинска размена Србије и Мексика је износила 85 милиона долара. Од тог броја извоз је вредео 35,3 милиона док је увоз износио 49,7 милиона.
- У току 2019. године укупно је размењено роба у вредности од 83 милиона УСД. Из Србије је извезено 32 милиона, а увезено робе вредне 51 милион долара.
- у 2018. укупна робна размена износила је 62 милиона долара. Из наше земље је извезена роба вредна 18 милиона, а увезена у вредности од 44 мил. УСД.[8][9]

Главни извозни артикли Мексика укључују конекторске проводнике, аудио-видео опрему и пластичну изолацију, док су главни извизни артикли Србије били електронске компоненте и пластифицирана хартија и картон.

### Дипломатски представници

#### У Београду
Амбасада Мексика у Београду је истовремено надлежна за Босну и Херцеговину, Северну Македонију и Црну Гору.
- Карлос Исауро Феликс Корона, амбасадор, 2021. -
- Марко Антонио Гарсија Бланко, амбасадор, 2016. - 2020.
- Хосе Еварист Рамон Шилотл Рамирез, амбасадор, 2015. -[12]
- Мерседес Фелиситас Руис Сапата, амбасадор, 2009. - 2014.
- Eduardo Ektor Mogel Flores, отправник послова, 2005. - 2009.
- Karlos Alehandro Rodriges i Kesada, амбасадор, 2000. - 2004.
- Karlos Ignasio Gonsales Magaljon, амбасадор, 1996. - 1999.
- Karlos Virhilio Ferrer Argote, отправник послова, 1994. - 1996.
- Gonsalo Ernesto Agire Enrile, отправник послова, 1994. - 1994.
- Karlos Isauro Feliks Korona, отправник послова, 1992. - 1994.
- Agustin Garcia-Lopes Santaolalja, амбасадор, 1991. - 1992.
- Maria del Sokoro Kabrera Muriljo, отправник послова, 1990. - 1991.
- Enrike Gonsales Kasanova del Valje, амбасадор, 1987. - 1990.
- Fransisko Lopes Kamara, амбасадор, 1983. - 1987.
- Havier Gaspar Vimer Sambrano, амбасадор, 1981. - 1982.
- Hose Ector Ibara Morales, отправник послова, 1981. - 1982.
- Omar Martines Legoreta, амбасадор, 1979. - 1981.
- Perla Maria Carvaljo Soto, отправник послова, 1978. - 1979.
- Horhe Eduardo Navarete Lopes, амбасадор, 1977. - 1978.
- Emilio Kalderon Pjuig, амбасадор, 1976. - 1977.
- Manuel Martines del Sobral y Penićet, отправник послова, 1973. - 1974.
- Ivone Lojola Eskobedo, отправник послова, 1972. - 1973.
- Eduardo Enrike Solis Majora, отправник послова, 1971. - 1972.
- Ramon Ruis Vaskonselos, амбасадор, 1968. - 1971.
- Natalio Vaskes Paljares, амбасадор, 1965. - 1968.
- Delfín Sanćes Huares Laso, амбасадор, 1961. - 1965.
- Luis Gomes Luna, отправник послова, 1960. - 1961.
- Visente Luis Ignasio Benites i Klavarije, амбасадор, 1958. - 1960.
- Armando Gonsales Mendosa, отправник послова, 1957. - 1958.
- Federiko Amaja Rodriges, амбасадор, 1955. - 1957.
- Huan Manuel Alkaras Tornel, отправник послова, 1954. - 1955.
- Horhe de la Vega Kaso, отправник послова, 1953. - 1954.
- Eduardo Moriljo Safa-Briones, амбасадор, 1953. - 1953.
- Horhe de la Vega Kaso, отправник послова, 1952. - 1953.
- Kristobal Gusman Kardenas, амбасадор, 1951. - 1952. (од 1946. до 1951. Мексико је представљала амбасада у Паризу)

#### У Мексику
Амбасада Републике Србије у Мексико Ситију (Мексико) радно покрива Гватемалу, Хондурас, Салвадор, Никарагву, Костарику и Панаму.
- Татјана Цонић, амбасадор, 2020. -
- Горан Мешић, амбасадор, 2013. - 2020.
- Зоран Станојевић, амбасадор, 2009. -
- Милисав Паић, амбасадор, 2005. -
- Весна Пешић, амбасадор, 2001. - 2005.
- Душан Васић, амбасадор 1998 - 2001.
- Игнац Голоб, амбасадор, 1989. - 1991.
- Славко Шуковић, амбасадор, 1985. - 1989.
- Бранко Вукушић, амбасадор, 1981. - 1985.
- Реџаи Сурои, амбасадор, 1977. - 1981.
- Јоже Брилеј, амбасадор
- Игнац Голоб, амбасадор, 1973. - 1977.
- Војислав Чоловић, амбасадор, 1969. - 1973.
- Далибор Солдатић, амбасадор, 1964. - 1969.
- Густав Влахов, амбасадор, 1961. - 1964.
- Далибор Солдатић, амбасадор, 1958. - 1961.
- Љубо Илић, амбасадор, 1953. - 1958.
- Карло Мразовић, амбасадор, 1952. - 1953.
- Дарко Чернеј, амбасадор, 1949. - 1951.
- Срећко Шиловић, посланик, 1948. - 1949.